# Franz Herterich
Franz Herterich (né le 3 octobre 1877 à Munich, mort le 28 octobre 1966 à Vienne) est un acteur, metteur en scène et directeur de théâtre autrichien.

## Biographie
Après des études d'histoire de l'art à Munich, Herterich devient acteur. Après Leipzig, il vient en 1910 au Neues Schauspielhaus à Berlin. En 1912, il devient acteur principal du Burgtheater à Vienne puis en est le directeur de 1923 à 1930. Il nomme Remigius Geyling metteur en scène et fait entrer dans l'ensemble Ewald Balser ou Werner Krauss. Après son départ, il est en 1932 directeur artistique du Theater der Jugend.
Herterich est acteur pour le cinéma de 1934 à 1952. Il apparaît souvent dans le rôle d'un dirigeant ou d'un patriarche, notamment dans le film de propagande nazie Kolberg. En 1938, il est un partisan de l'Anschluss.
De 1945 à 1957, il est de nouveau directeur artistique du Theater der Jugend.

## Filmographie
- 1919 : Das Auge des Buddha (de)
- 1919 : Adrian Vanderstraaten
- 1919 : Der Traum im Walde
- 1919 : Todestreue
- 1919 : Inferno
- 1920 : Durch die Quartiere des Elends und Verbrechens
- 1921 : Hallin, Dr.
- 1921 : Die Schauspielerin des Kaisers
- 1920 : Prinz und Bettelknabe
- 1922 : Samson und Delila
- 1922 : Sodome et Gomorrhe
- 1922 : Der Lumpensammler von Paris
- 1923 : Kinder der Revolution
- 1924 : Das Gift der Borgia
- 1934 : Der Musikant von Eisenstadt
- 1934 : So endete eine Liebe
- 1935 : Liebesträume
- 1936 : Burgtheater
- 1936 : Romanze
- 1940 : Der Feuerteufel
- 1941 : Dreimal Hochzeit
- 1942 : Aimé des dieux (Wen die Götter lieben) de Karl Hartl
- 1944 : Aufruhr der Herzen
- 1945 : Kolberg
- 1950 : Erzherzog Johanns große Liebe
- 1951 : Asphalt
- 1951 : Maria Theresia
- 1952 : Vienne, premier avril an 2000
- 1953 : Franz Schubert – Ein Leben in zwei Sätzen (de)

## Source de la traduction
- (de) Cet article est partiellement ou en totalité issu de l’article de Wikipédia en allemand intitulé « Franz Herterich » (voir la liste des auteurs).